# CUGBP2
CUGBP, miembro 2 de la familia similar a Elav, también conocida como Etr-3, es una proteína que en humanos está codificada por el gen CELF2 .
Los miembros de la familia de proteínas CELF / BRUNOL son proteínas de unión a ARN y contienen dos dominios de motivos de reconocimiento de ARN N-terminales (RRM), un dominio RRM C-terminal y un segmento divergente de 160-230 aa entre el segundo y tercer dominios RRM . Los miembros de esta familia de proteínas regulan el corte y empalme alternativo de pre-ARNm y también pueden participar en la edición y traducción del ARNm. El empalme alternativo da como resultado múltiples variantes de transcripción que codifican diferentes isoformas.

## Interacciones
Se ha demostrado que CUGBP2 interactúa con A1CF .